# Arcadia
Arcadia (tiếng Hy Lạp: Αρκαδία - Arkadía) là một trong các tỉnh của Hy Lạp. Nó là một phần của khu hành chính Peloponnese. Arcadia nằm ở phần trung tâm và phía đông của bán đảo Peloponnese. Nó có tên của nó từ Arcas, nhân vật thần thoại. Trong thần thoại Hy Lạp, đó là nhà của thần Pan. Trong nghệ thuật châu Âu thời kỳ Phục hưng, Arcadia đã là một vùng hoang dã hoang sơ, hài hòa.
Arcadia có thủ phủ tại Tripoli, Hy Lạp. Arcadia chiếm khoảng 18% của bán đảo Peloponnese, làm cho nó đơn vị ngoại vi lớn nhất trên bán đảo. Arcadia có một khu nghỉ mát trượt tuyết trên núi Mainalo, nằm khoảng 20 km về phía Tây Bắc Tripoli. Núi khác của Arcadia Parnon ở phía đông nam và Lykaion ở phía tây.
Khí hậu bao gồm mùa hè nóng và mùa đông ôn hòa ở phía đông, một phần phía Nam, vùng thấp và khu vực trung tâm ở độ cao thấp hơn hơn 1.000 m. Khu vực này chủ yếu nhận được mưa trong các tháng mùa thu và mùa đông trong phần còn lại của Arcadia. Mùa đông tuyết thường xảy ra ở các khu vực miền núi cho nhiều phía tây và một phần phía Bắc, khu vực Taygetus, Mainalon.